# Margot Vanderstraeten
Pour les articles homonymes, voir Verstraete.
Margot Vanderstraeten est une écrivaine et journaliste belge d'expression néerlandaise née le 9 décembre 1967 à Hasselt. Le public francophone la connaît avec l'ouvrage Mazel tov ! mes cours particuliers dans une famille juive orthodoxe, traduit en 2019.

## Biographie
Margot Vanderstraeten, après ses études à l'École supérieure de traducteurs et d'interprètes (nl) d'Anvers, est devenue journaliste indépendante et publie des articles dans plusieurs quotidiens flamands, en particulier une chronique régulière dans De Morgen.
De 2009 à 2016, elle a été membre du conseil d'administration de de Nederlandse Taaluniel (l'Union de la langue néerlandaise) et a enseigné à l'Université de Gand.
Dans les années 1990, Margot Vanderstraeten accepte une proposition de soutien scolaire pour une famille juive orthodoxe moderne,. Malgré ses gaffes, elle conserve sa fonction pendant cinq ans. Cette expérience donne lieu à la rédaction de l'ouvrage Mazzel Tov, publié en 2017 et traduit en français fin 2019 sous le titre Mazel tov ! mes cours particuliers dans une famille juive orthodoxe. Il s'agit du récit d'une amitié durable. L'ouvrage est aussi traduit en polonais, en allemand, en anglais, en grec et en tchèque. En 2018, l'ouvrage fait l'objet d'une exposition à la caserne Dossin, à Malines, lieu de mémoire de la Shoah.

## Œuvres

### En français
- Mazel tov ! mes cours particuliers dans une famille juive orthodoxe, traduction d'Isabelle Rosselin, Presses de la Cité, 2019  (ISBN 9782258161689) (BNF 45828033)

### En néerlandais
- Alle mensen bijten, éd. Querido , 2002  (ISBN 9021484811) (Debuutprijs (nl) 2003[3])
- De vertraging, éd. Querido , 2004  (ISBN 9021485028)
- Schrijvers gaan niet dood, éd. Atlas, 2008  (ISBN 9789045006659)
- Mise en Place, éd. Atlas, 2009  (ISBN 9789045015057)
- Dag en nacht: Hotel Eburon, éd. Atlas, 2010
- Het geweten van onze strafpleiters, éd. Linkeroever, 2011  (ISBN 9789057204081)
- Het vlindereffect, éd. Atlas, 2014  (ISBN 9789025444297)
- Mazzel Tov, éd. Atlas, 2017  (ISBN 9789045033853) (Prijs voor het Religieuze Boek (nl) 2017[8])
- Het zusje van de buurvrouw, Manteau, 2018  (ISBN 9789022334928)